# مقاطعة سانت لوسي (فلوريدا)
مقاطعة سانت لوسي هي مقاطعة في فلوريدا، بلغ عدد سكانها 277٬789  نسمة، في 2010، عاصمتها فورت بيرس، تبلغ مساحتها 1٬782 كيلومتر مربع.

## الموقع
تشترك في الحدود مع:
- مقاطعة إنديان ريفر.

## التقسيمات الإدارية
- فورت بيرس.